# Oedipina gephyra
Oedipina gephyra é uma espécie de salamandra da família Plethodontidae.
É endémica das Honduras.
Os seus habitats naturais são: regiões subtropicais ou tropicais húmidas de alta altitude.
Está ameaçada por perda de habitat.